# Oberdorla
Oberdorla is een ortsteil van de landgemeente Vogtei in de Duitse deelstaat Thüringen. Tot 2013 was Oberdorla een zelfstandige gemeente in de Unstrut-Hainich-Kreis.

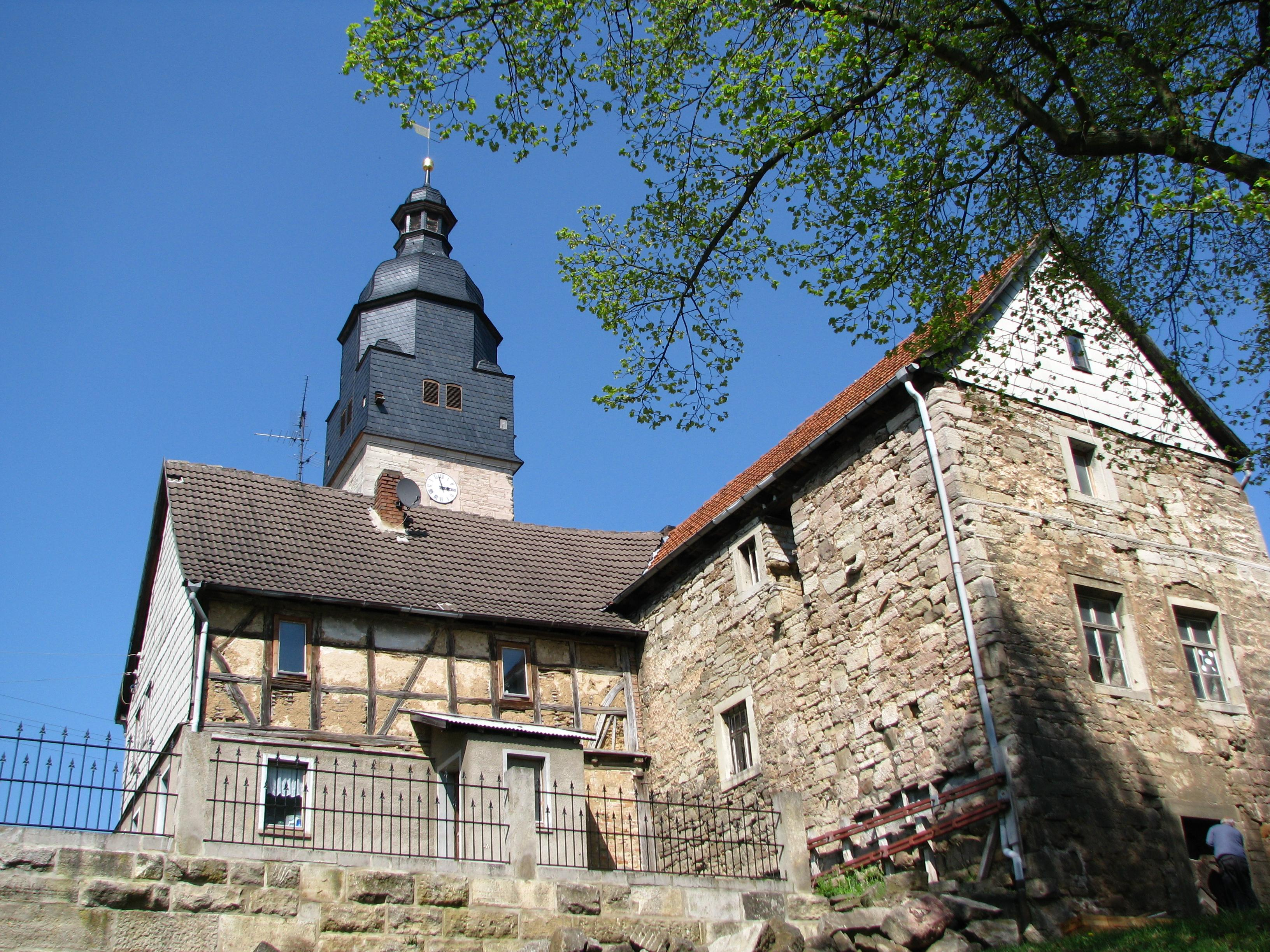
Kerk